# Valerio Curti
Valerio Curti (Modena, 10 novembre 1978) è un pallavolista italiano.
Gioca nel ruolo di centrale.

## Carriera
La carriera di Valerio Curti inizia nel Provenza Sassuolo a partire dalla stagione 1996-97 in Serie B2: con la squadra emiliana resta legato per tre stagioni, ottenendo anche una promozione in Serie B1 al termine dell'annata 1997-98. Nella stagione 1999-00 fa il suo esordio nella pallavolo professionistica vestendo la maglia della Virtus Fano in Serie A2, con cui conquista anche la Coppa Italia di categoria; nella stagione successiva passa alla Pallavolo Loreto, sempre nella stessa divisione, con cui disputa tre campionati.
Nella stagione 2003-04 esordisce in Serie A1 grazie all'ingaggio da parte della Pallavolo Parma: tuttavia nell'annata successiva è nuovamente nella serie cadetta con la Pallavolo Cagliari. Dal campionato 2005-06 inizia un sodalizio di quattro stagioni con il Piemonte Volley di Cuneo, in Serie A1, vincendo anche la Coppa Italia 2005-06.
Dopo un'annata con il BluVolley Verona, nella stagione 2010-11 passa alla Sir Safety Umbria Volley Perugia, in Serie A2, ottenendo la promozione in massima serie, dove ritorna per il campionato successivo difendendo i colori del Volley Treviso; nella stagione 2012-13 viene ingaggiato dal Volley Tricolore Reggio Emilia, in serie cadetta.

## Palmarès

### Club
- Coppa Italia: 1

2005-06
- Coppa Italia di Serie A2: 1

1999-00